# Paul Haigh
Paul Haigh (sinh ngày 4 tháng 5 năm 1958 ở Scarborough) là một cựu cầu thủ bóng đá người Anh thi đấu ở vị trí hậu vệ.
Haigh khởi đầu sự nghiệp Hull City, nơi ông có 180 lần ra sân ở giải vô địch. Ông cũng đại diện cho U-21 Anh khi thi đấu với câu lạc bộ. Năm 1980, ông chuyển đến Carlisle United, có hơn 200 lần ra sân trước khi bị giải phóng năm 1987. Ông ký hợp đồng với Hartlepool United, và có tổng cộng 63 lần ra sân ở đội chính cho câu lạc bộ.
Giữa mùa giải 1988-89 ông bị gãy hai xương ở lưng, do tiếp đất mạnh trong trận đấu ở Cúp FA với Wigan Athletic, buộc ông phải giải nghệ ở tuổi 30. Hiện tại ông đang làm tư vấn tài chính.